# Іван Безпалий
Іва́н Безпа́лий гербу Заглоба (р. н. невід. — пом. 1718) — наказний гетьман (1658-1659). В 1658-1659 роках керівник промосковської партії у боротьбі проти гетьмана Івана Виговського. В часи гетьманування Юрія Хмельницького був генеральним суддею. Належав до козацької старшини Уманського полку.

## Життєпис
Іван Безпалий був призначений (обраний козацькою радою обмеженого складу) наказним гетьманом у листопаді 1658 під містом Варва Прилуцького полку білгородським воєводою Григорієм Ромодановським, який прийшов до України разом з князем Семеном Пожарським та боярином Олексієм Трубецьким на чолі великого московського війська, виконуючи завдання московського господаря Олексія I допомогти опозиції до гетьмана Івана Виговського, яку очолював полтавський полковник Мартин Пушкар. Ставка гетьмана наказного Івана Безпалого містилася у місті Ромен. До обрання гетьманом наказним обіймав посаду генерального судді.
В боях під Ромном і Лохвицею об'єднані сили московського війська воєвод Г. Г. Ромодановського, О. Н. Трубецького, С. Пожарського, С. Львова й Ф. Куракіна та вцілілі після поразки під Полтавою про-московські опозиціонери на чолі з Безпалим завдали поразки прибічникам Виговського та почали облогу (травень — липень 1659) Конотопа, що захищався 5-ти тисячним гарнізоном під командою полковника Ніжинського полку Григорія Гуляницького. Саме там це військо було розгромлене гетьманом І. Виговським. 
Можливо Безпалий втік до Московського царства, адже у списках полонених після Конотопської битви його прізвище не значиться. Після складення Виговським булави та проголошення на Переяславській раді 1659 гетьманом України Юрія Хмельницького, Безпалий знову став генеральним суддею. Про дальшу його діяльність відомостей немає. На початку XVIII століття став ченцем, згодом прийняв схиму.